# Società Sportiva Felice Scandone 2008-2009
Questa voce raccoglie le informazioni riguardanti la  Società Sportiva Felice Scandone nelle competizioni ufficiali della stagione 2008-2009.

## Verdetti
- Serie A:
  - stagione regolare: 11º posto su 16 squadre (13-17);
- Coppa Italia:
  - sconfitta ai quarti di finale contro Teramo;
- Supercoppa italiana:
  - sconfitta contro Siena;
- Eurolega
  - eliminazione al termine della fase a gironi.

## Stagione
La stagione 2008-2009 della Società Sportiva Felice Scandone sponsorizzata Air, è la 9ª nel massimo campionato italiano di pallacanestro, la Serie A.
Per la stagione sportiva viene nominato allenatore Zare Markovski, già coach della formazione irpina dal 2002 al 2005. Il ruolo di direttore generale è affidato ad Antonello Nevola, ex direttore sportivo della Sutor Basket Montegranaro.
Per quanto riguarda il roster si registrano le partenze del playmaker Marques Green e della guardia Devin Smith, che firmano per il Fenerbahçe Ülker di Bogdan Tanjević. Alex Righetti passa alla Virtus Bologna e Daniele Cavaliero trova l'accordo con Montegranaro. Lasciano Avellino anche Burlacu, Bryan, Ortiz e Campbell.
Il roster è composto dal terzetto americano formato da Dickau, Warren e Slay, l'ala slovena Tušek, Antonio Porta (decretò la retrocessione sul campo della Scandone con una tripla allo scadere), Daniele Cinciarini e Andrea Crosariol, che si aggiungono ai confermati Eric Williams, l'ala italo-croata Nikola Radulović, il naturalizzato Peter Lisicky, il giovane greco Vaggelīs Sakellariou e il lungo Pasquale Paolisso. Il 29 settembre Dan Dickau viene messo fuori rosa per problemi alla schiena. Al suo posto arriva Travis Best, playmaker con esperienze trascorse in NBA. Concludono la campagna acquisti gli arrivi di Diener, guardia statunitense ex Capo d'Orlando, e Nardi (che il 23 dicembre 2008 viene ceduto alla Scavolini Spar Pesaro fino al termine della stagione), playmaker statunitense con passaporto italiano proveniente da Montecatini.
La stagione comincia con una sconfitta netta in Supercoppa contro Siena. Nella prima parte della stagione in rendimento della squadra è altalenante, considerata la contemporanea partecipazione al campionato ed all'Eurolega (la partecipazione della formazione avellinese è rimasta in dubbio fino a poche settimane prima dell'inizio della competizione per motivi burocratici). Gli irpini sono inseriti nel girone A della competizione continentale insieme agli israeliani del Maccabi Tel Aviv, i greci dell'Olympiakos Pireo, i croati del Cibona Zagabria, gli iberici dell'Unicaja Malaga e i francesi del Sarthe Le Mans. Mercoledì 5 novembre 2008 Avellino conquista la prima storica vittoria in Europa ai danni dell'Unicaja Malaga, con il risultato di 72-70.

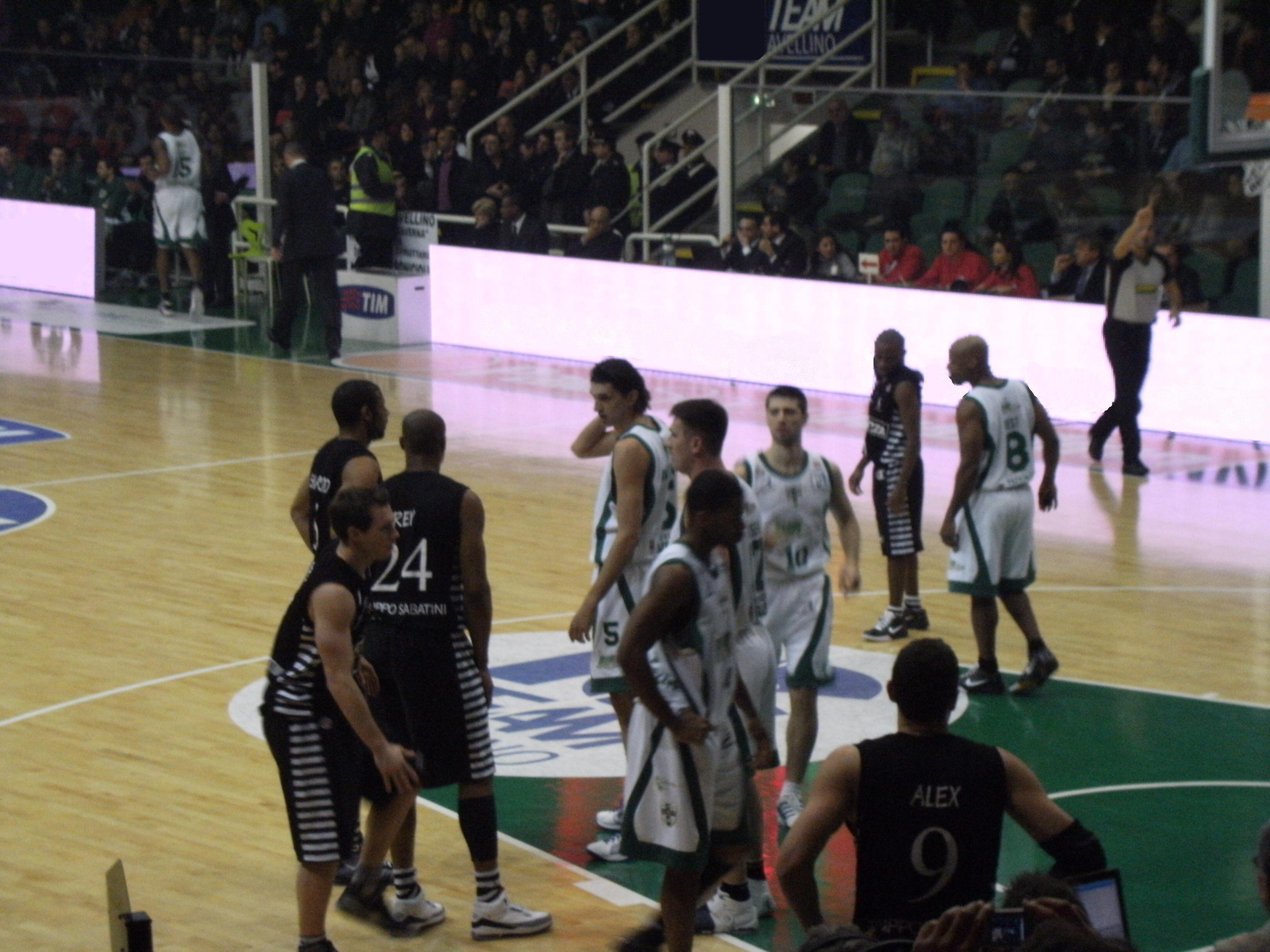
Air Avellino-Virtus Bologna: fase di gioco

Nel febbraio 2009 Avellino arriva a difendere il titolo conquistato la stagione precedente in Coppa Italia. Dopo i sorteggi, la sfidante della Scandone risulta essere la BancaTercas Teramo Basket. La partita, giocata il 19 febbraio, si conclude con la vittoria di Teramo con il risultato di 76-70 e l'eliminazione di Avellino.
Con questa sconfitta la Scandone cade in crisi di risultati, continuando la serie negativa con 3 sconfitte in altrettante gare.
Il 28 febbraio l'ex allenatore Matteo Boniciolli fa ritorno ad Avellino con La Fortezza Bologna, scatenando una contestazione energica a causa di alcune sue dichiarazioni, ritenute discutibili. Il giorno prima della partita il presidente della Virtus Sabatini comunica che a causa del clima mal disposto venutosi a creare Boniciolli non sarà presente alla gara. Dopo forti pressioni da parte della Lega Basket, il presidente torna sulla sua decisione consentendo a Boniciolli di recarsi ad Avellino. La gara si concluderà con la sconfitta della squadra di casa per un punto dopo i due liberi del sorpasso segnati da Earl Boykins a 5 secondi dalla fine. Dopo Bologna, l'Air cadrà sul campo di Ferrara e Milano, precipitando all'11º posto in classifica.
Il 22 marzo la Scandone torna alla vittoria superando in casa Montegranaro per 92-70, vincendo poi anche con Bologna e Udine, prima di tornare a cadere in casa con una sconfitta di due punti contro Teramo (87-85, con una tripla di Ryan Hoover da 8 metri), mettendo così in discussione la qualificazione ai play-off. Avellino incasserà successivamente altre due sconfitte con Pesaro e Roma. Nonostante la vittoria nel derby con Caserta all'ultima giornata di campionato, la Scandone non riesce ad approdare alla post-season.
Il 13 giugno 2009 Avellino annuncia di aver sottoscritto un contratto con Cesare Pancotto che subentra all'esonerato Zare Markovski.

## Roster
| Air Avellino 2008-09 | Air Avellino 2008-09 |
| Giocatori            | Staff tecnico        |
| -------------------- | -------------------- |

| N. | Naz.                                       | Ruolo | Nome               | Anno | Alt.   | Peso   |  |
| -- | ------------------------------------------ | ----- | ------------------ | ---- | ------ | ------ |  |
| 4  | Stati Uniti (bandiera) · Panama (bandiera) | GA    | Chris Warren       | 1981 | 196 cm | 94 kg  |  |
| 5  | Croazia (bandiera) · Italia (bandiera)     | AG    | Nikola Radulović   | 1973 | 207 cm | 103 kg |  |
| 6  | Argentina (bandiera) · Italia (bandiera)   | P     | Antonio Porta      | 1983 | 188 cm | 86 kg  |  |
| 8  | Stati Uniti (bandiera)                     | P     | Travis Best        | 1972 | 180 cm | 83 kg  |  |
| 10 | Italia (bandiera)                          | G     | Daniele Cinciarini | 1983 | 194 cm | 78 kg  |  |
| 11 | Italia (bandiera)                          | C     | Andrea Crosariol   | 1984 | 211 cm | 110 kg |  |
| 12 | Slovacchia (bandiera) · Italia (bandiera)  | G     | Peter Lisicky (C)  | 1976 | 192 cm | 95 kg  |  |
| 15 | Stati Uniti (bandiera)                     | A     | Tamar Slay         | 1980 | 204 cm | 102 kg |  |
| 17 | Slovenia (bandiera)                        | AG    | Marko Tušek        | 1975 | 204 cm | 118 kg |  |
| 20 | Stati Uniti (bandiera)                     | C     | Eric Williams      | 1984 | 206 cm | 120 kg |  |
| 21 | Stati Uniti (bandiera)                     | G     | Drake Diener       | 1981 | 196 cm | 90 kg  |  |
| 30 | Stati Uniti (bandiera) · Italia (bandiera) | P     | Mike Nardi         | 1985 | 186 cm | 85 kg  |  |
| -  | Italia (bandiera)                          | P     | Francesco Cerullo  | 1990 | 180 cm |        |  |
| -  | Italia (bandiera)                          |       | Gianfranco Falcone | 1990 |        |        |  |
| -  | Italia (bandiera)                          | G     | Andrea Iannicelli  | 1991 | 190 cm | 70 kg  |  |
| -  | Italia (bandiera)                          | G     | Giovanni Napodano  | 1990 | 185 cm | 80 kg  |  |

| Allenatore                                                                        |
| - / Zare Markovski                                                                |
| Assistente/i                                                                      |
| - Gianluca De Gennaro Legenda - (C) Capitano - (IN) Inattivo - Infortunato Roster |

### Staff tecnico e dirigenziale
- Allenatore: Zare Markovski
- Vice Allenatore: Gianluca De Gennaro
- Preparatore Atletico: Maurizio Maietta
- Preparatore Atletico: Mario Petruzzo
- Medico: Franco Cerullo
- Medico: Franco Corbo
- Medico: Raffaele Piscopo
- Fisioterapista: Giuseppe Grassi
- Fisioterapista: Gerardo Zeccardo

- Presidente: Vincenzo Ercolino
- Amministratore Delegato: Luigi Ercolino
- Direttore Generale: Antonello Nevola
- Direttore Sportivo: Gaetano De Paola
- Team Manager: Larry Middleton
- Relazioni internazionali: Robert Fasulo
- Resp. Marketing: Marco Aloi
- Addetto stampa: Maria Picariello
- Segreteria: Rossella Galante
- Segreteria: Ilaria Tomaselli
- Segr. sportiva: Gianluca Di Domenico
- Addetto agli Arbitri: Nino Mondo
- Resp. Tecnico Sett. Giovanile: Gianluca De Gennaro
- Resp. Statistiche: Giuseppe Adamo

## Mercato

### Sessione estiva
| Acquisti | Acquisti           | Acquisti             | Acquisti      | Acquisti |
| R.       | Nome               | da                   | Modalità      |          |
| -------- | ------------------ | -------------------- | ------------- | -------- |
| P        | Dan Dickau         | L.A. Clippers        | definitivo    |          |
| G        | Drake Diener       | Mens Sana Siena      | definitivo    |          |
| C        | Andrea Crosariol   | Pall. Treviso        | prestito      |          |
| P        | Antonio Porta      | Sptk. S. Pietroburgo | definitivo    |          |
| AG       | Marko Tušek        | UNICS Kazan'         | definitivo    |          |
| GA       | Chris Warren       | Cibona Zagabria      | definitivo    |          |
| P        | Travis Best        | Virtus Bologna       | definitivo    |          |
| P        | Mike Nardi         | RB Montecatini       | definitivo    |          |
| G        | Daniele Cinciarini | Pall. Biella         | definitivo    |          |
| A        | Tamar Slay         | Orlandina            | definitivo    |          |
| A        | Marco Rossetti     | Veroli Basket        | fine prestito |          |

| Cessioni | Cessioni             | Cessioni           | Cessioni       | Cessioni |
| R.       | Nome                 | a                  | Modalità       |          |
| -------- | -------------------- | ------------------ | -------------- | -------- |
| GA       | Devin Smith          | Fenerbahçe         | fine contratto |          |
| G        | Stalin Ortiz         | Islanders Sopesa   | fine contratto |          |
| AG       | Cătălin Burlacu      | Asesoft Ploiești   | fine contratto |          |
| C        | Sylvere Bryan        | Pall. Roseto       | fine contratto |          |
| PG       | Daniele Cavaliero    | Sutor Montegranaro | fine contratto |          |
| P        | Marques Green        | Fenerbahçe         | fine contratto |          |
| A        | Alex Righetti        | Virtus Bologna     | fine contratto |          |
| C        | Marcus Campbell      | Los Barrios        | fine contratto |          |
| P        | Vaggelīs Sakellariou | Pagrati Atene      | fine contratto |          |
| A        | Marco Rossetti       | Basket Livorno     | prestito       |          |
| P        | Dan Dickau           | Free agent         | rescissione    |          |

### Dopo l'inizio della stagione
| Acquisti | Acquisti | Acquisti | Acquisti | Acquisti |
| R.       | Nome     | da       | Data     | Modalità |
| -------- | -------- | -------- | -------- | -------- |

| Cessioni | Cessioni   | Cessioni    | Cessioni         | Cessioni    |
| R.       | Nome       | a           | Data             | Modalità    |
| -------- | ---------- | ----------- | ---------------- | ----------- |
| P        | Mike Nardi | V.L. Pesaro | 23 dicembre 2008 | rescissione |

## Risultati

### Regular Season

#### Girone di andata
| Treviso 12 ottobre 2008, ore 18:15 1ª giornata | Pall. Treviso | 71 – 68 | Scandone Avellino | Palaverde |

| Avellino 19 ottobre 2008, ore 18:15 2ª giornata | Scandone Avellino | 92 – 80 | Nuova A.M.G. Sebastiani Basket Rieti | PalaDelMauro |

| Cucciago 27 ottobre 2008, ore 20:30 3ª giornata | Pall. Cantù | 61 – 65 | Scandone Avellino | Mapooro Arena |

| Avellino 2 novembre 2008, ore 18:15 4ª giornata | Scandone Avellino | 72 – 80 | Pall. Biella | PalaDelMauro |

| Casalecchio di Reno 9 novembre 2008, ore 21:00 5ª giornata | Virtus Bologna | 71 – 78 | Scandone Avellino | Unipol Arena |

| Avellino 16 novembre 2008, ore 18:15 6ª giornata | Scandone Avellino | 66 – 70 | B.C. Ferrara | PalaDelMauro |

| Avellino 22 novembre 2008, ore 20:30 7ª giornata | Scandone Avellino | 68 – 61 | Olimpia Milano | PalaDelMauro |

| Montegranaro 30 novembre 2008, ore 18:15 8ª giornata | Sutor Montegranaro | 81 – 76 | Scandone Avellino | PalaSavelli |

| Avellino 7 dicembre 2008, ore 18:15 9ª giornata | Scandone Avellino | 77 – 85 | Mens Sana Siena | PalaDelMauro |

| Bologna 14 dicembre 2008, ore 12:00 10ª giornata | Fortitudo Bologna | 71 – 82 | Scandone Avellino | PalaDozza |

| Avellino 21 dicembre 2008, ore 18:15 11ª giornata | Scandone Avellino | 85 – 89 | Amici Pall. Udinese | PalaDelMauro |

| Teramo 28 dicembre 2008, ore 18:15 12ª giornata | Teramo Basket | 78 – 91 | Scandone Avellino | PalaScapriano |

| Avellino 4 gennaio 2009, ore 16:30 13ª giornata | Scandone Avellino | 82 – 78 | V.L. Pesaro | PalaDelMauro |

| Roma 11 gennaio 2009, ore 12:00 14ª giornata | Virtus Roma | 93 – 90 | Scandone Avellino | PalaLottomatica |

| Avellino 18 gennaio 2009, ore 18:15 15ª giornata | Scandone Avellino | 85 – 58 | Juvecaserta | PalaDelMauro |

#### Girone di ritorno
| Avellino 24 gennaio 2009, ore 21:00 1ª giornata | Scandone Avellino | 83 – 73 | Pall. Treviso | PalaDelMauro |

| Rieti 1º febbraio 2009, ore 18:15 2ª giornata | Nuova A.M.G. Sebastiani Basket Rieti | 79 – 74 | Scandone Avellino | PalaSojourner |

| Avellino 8 febbraio 2009, ore 21:00 3ª giornata | Scandone Avellino | 61 – 65 | Pall. Cantù | PalaDelMauro |

| Biella 15 febbraio 2009, ore 18:15 4ª giornata | Pall. Biella | 81 – 78 | Scandone Avellino | Palasport Biella |

| Avellino 1º marzo 2009, ore 18:15 5ª giornata | Scandone Avellino | 64 – 65 | Virtus Bologna | PalaDelMauro |

| Ferrara 8 marzo 2009, ore 18:15 6ª giornata | B.C. Ferrara | 94 – 77 | Scandone Avellino | PalaSegest |

| Milano 15 marzo 2009, ore 17:00 7ª giornata | Olimpia Milano | 85 – 71 | Scandone Avellino | PalaLido |

| Avellino 22 marzo 2009, ore 18:15 8ª giornata | Scandone Avellino | 92 – 70 | Sutor Montegranaro | PalaDelMauro |

| Siena 22 aprile 2009, ore 20:30 9ª giornata | Mens Sana Siena | 84 – 68 | Scandone Avellino | PalaEstra |

| Avellino 5 aprile 2009, ore 20:30 10ª giornata | Scandone Avellino | 73 – 68 | Fortitudo Bologna | PalaDelMauro |

| Udine 11 aprile 2009, ore 20:30 11ª giornata | Amici Pall. Udinese | 66 – 79 | Scandone Avellino | PalaCarnera |

| Avellino 18 aprile 2009, ore 21:00 12ª giornata | Scandone Avellino | 85 – 87 | Teramo Basket | PalaDelMauro |

| Pesaro 26 aprile 2009, ore 21:00 13ª giornata | V.L. Pesaro | 89 – 67 | Scandone Avellino | Adriatic Arena |

| Avellino 7 maggio 2009, ore 20:30 14ª giornata | Scandone Avellino | 84 – 95 | Virtus Roma | PalaDelMauro |

| Castel Morrone 10 maggio 2009, ore 18:15 15ª giornata | Juvecaserta | 65 – 74 | Scandone Avellino | PalaMaggiò |

### Eurolega
| Arbitri: | Dani Hierrezuelo Srđan Dožai Vicente Bultó |

|                                |            |                                   |
| Warren 18 Best 14 Radulović 10 | Punti      | 14 Childress 11 Halperin 11 Erceg |
| Best 5                         | Assist     | 4 Papaloukas                      |
| Williams 9                     | Rimbalzi   | 8 Childress                       |
| Zare Markovski                 | Allenatori | Panagiōtīs Giannakīs              |

| Arbitri: | Saša Pukl Sreten Radović Panagiotis Anastopoulos |

|                               |            |                              |
| Arroyo 20 Brown 15 Eliyahu 15 | Punti      | 20 Warren 13 Tušek 13 Diener |
| Arroyo 8                      | Assist     | 4 Best                       |
| Fischer 7                     | Rimbalzi   | 6 Tušek                      |
| Pini Gershon                  | Allenatori | Zare Markovski               |

| Arbitri: | Volodymr Drabikovsky Andrej Lovsyn Marius Ciulin |

|                               |            |                                        |
| Warren 24 Slay 13 Williams 12 | Punti      | 14 Haislip 13 Ndong 8 Archibald, Gomis |
| Warren 4                      | Assist     | 3 Cook, Gomis                          |
| Warren 9                      | Rimbalzi   | 9 Ndong                                |
| Zare Markovski                | Allenatori | Aíto García Reneses                    |

| Arbitri: | Dubravko Marcin Kowalski Damir Javor |

|                               |            |                                |
| Williams 16 Warren 13 Slay 11 | Punti      | 26 Spencer 12 Batista 10 Chase |
| Best 5                        | Assist     | 4 Chase                        |
| Williams 8                    | Rimbalzi   | 5 Blu                          |
| Zare Markovski                | Allenatori | J.D. Jackson                   |

| Arbitri: | Nikolaos Zavlanos Vicente Bultó Borys Šul'ha |

|                            |            |                               |
| Kus 23 Calloway 14 Homan 9 | Punti      | 20 Warren 12 Williams 11 Best |
| Prkačin 4                  | Assist     | 4 Best                        |
| Vukušić 11                 | Rimbalzi   | 6 Slay, Tušek, Williams       |
| Velimir Perasović          | Allenatori | Zare Markovski                |

| Arbitri: | Grzegorz Ziemblicki Jakub Zamojski Marko Juras |

|                                                        |            |                               |
| Childress 13 Mpourousīs, Greer, Teodosić 11, Vujčić 10 | Punti      | 16 Warren 12 Williams 11 Slay |
| Papaloukas 5                                           | Assist     | 4 Warren                      |
| Erceg 6                                                | Rimbalzi   | 5 Slay, Tušek, Warren         |
| Panagiōtīs Giannakīs                                   | Allenatori | Zare Markovski                |

| Arbitri: | José Martín Tomas Jasevičius David Chambon |

|                          |            |                                |
| Best 17 Slay 14 Tušek 13 | Punti      | 26 Brown 18 Eliyahu 17 Fischer |
| Best 3                   | Assist     | 2 Casspi                       |
| Crosariol 7              | Rimbalzi   | 10 Eliyahu, Fischer            |
| Zare Markovski           | Allenatori | Pini Gershon                   |

| Arbitri: | Lazaros Voreadis Leonidas Spiridonos Nicola Maestre |

|                                    |            |                               |
| Haislip 17 Cabezas 15 Archibald 13 | Punti      | 16 Warren 15 D. Diener 9 Slay |
| Cook 5                             | Assist     | 3 Porta                       |
| Jiménez 8                          | Rimbalzi   | 7 Tušek                       |
| Aíto García Reneses                | Allenatori | Zare Markovski                |

| Arbitri: | Lars Klaar Robert Lottermoser Damir Javor |

|                                |            |                                   |
| Spencer 25 Chase 21 Batista 16 | Punti      | 19 Best 18 Warren 12 Williams     |
| Spencer 5                      | Assist     | 3 Porta                           |
| Spencer 7                      | Rimbalzi   | 3 Best, Radulović, Slay, Williams |
| J.D. Jackson                   | Allenatori | Zare Markovski                    |

| Arbitri: | José Ramón García Ortiz Jakub Zamojski Īlia Koromīlas |

|                               |            |                                    |
| Williams 14 Warren 12 Slay 10 | Punti      | 20 Calloway 17 Prkačin 14 Anderson |
| Warren 4                      | Assist     | 4 Calloway                         |
| D. Diener 8                   | Rimbalzi   | 9 Calloway                         |
| Zare Markovski                | Allenatori | Velimir Perasović                  |

### Supercoppa italiana
| Arbitri: | Pierluigi D'Este (Venezia) Mauro Pozzana (Udine) Roberto Chiari (Ponzano Veneto) |

|                                                   |            |                              |
| Mc Intyre 16 Domercant 15 Lavrinovič, Kaukėnas 13 | Punti      | 18 Warren 14 Williams 9 Slay |
| Finley 4                                          | Assist     | 4 Warren                     |
| Sato 6                                            | Rimbalzi   | 7 Williams                   |
| Simone Pianigiani                                 | Allenatori | Zare Markovski               |